# Bernardo Wexler
Bernardo Wexler (Bucarest, 1 de abril de 1925 - Buenos Aires, 30 de junio de 1988) fue un Maestro Internacional de ajedrez  argentino de origen rumano, campeón nacional en 1959.
Nació en Bucarest (Rumania) y a los siete años emigró a la Argentina.
En 1959 ganó el Campeonato Argentino de Ajedrez y el magistral del club Jaque Mate y recibió el título de maestro internacional.
Al año siguiente tomó parte del torneo Sesquicentenario, donde derrotó a Robert Fischer.
Participó representando a Argentina en tres Olimpíadas de ajedrez: en Moscú 1956 en el segundo tablero reserva (+1 -3 =0), en Leipzig 1960 en el tercer tablero (+4 -5 =6) y en Tel Aviv 1964, en el cuarto tablero (+6 -2 =5).
Escribió para diarios como Clarín y revistas como Ajedrez, y fue autor, junto a Moisés Studenetsky, del libro Karpov, un genio de nuestro tiempo.
Fue segundo de los juveniles Gerardo Barbero y Marcelo Tempone.
Trabajaba como funcionario judicial. Murió en Buenos Aires el 30 de junio de 1988.